# Erik Thorstvedt
Erik Thorstvedt, né le 28 octobre 1962 à Stavanger (Norvège), est un ancien footballeur international norvégien qui évoluait au poste de gardien de but.

## Biographie
Erik Thorstvedt est le gardien de but le plus capé de l'histoire de l'équipe de Norvège avec 97 sélections entre 1982 et 1996. Il a disputé la coupe du monde 1994. Thorstvedt fut le premier norvégien à remporter la FA Cup (la coupe d'Angleterre), avec Tottenham en 1991. Il a également joué au Viking Stavanger, au Borussia Mönchengladbach et à l'IFK Göteborg.

## Carrière
- 1980–1981 : Viking Stavanger  Norvège
- 1982–1983 : Eik-Tønsberg  Norvège
- 1984–1985 : Viking Stavanger  Norvège
- 1986 : Borussia Mönchengladbach  Allemagne
- 1987–1988 : IFK Göteborg  Suède
- 1989–1996 : Tottenham Hotspur  Angleterre

## Palmarès

### En équipe nationale
- 97 sélections et 0 but avec l'équipe de Norvège entre 1982 et 1996
- Participation à la coupe du monde 1994 (Premier tour)

### Avec l'IFK Göteborg
- Champion de Suède en 1987.

### Avec Tottenham Hotspur
- Vainqueur de la FA Cup en 1991.